# FlavrSavr
FlavrSavr – pomidor, który był pierwszą komercyjną, zmodyfikowaną genetycznie rośliną uprawną i jadalną dopuszczoną do spożycia przez ludzi. Wyprodukowany został przez firmę biotechnologiczną Calgen Inc. z Davis w Kalifornii i przedstawiony do oceny amerykańskiej Agencji Żywności i Leków w 1992 roku. Wprowadzony do sprzedaży w 1994, pozostał na rynku zaledwie przez kilka lat, zanim wstrzymano jego produkcję. Mimo że był to historyczny przełom w dziedzinie żywności modyfikowanej genetycznie, rosnące koszty uczyniły produkcję nieopłacalną, a sam Calgen został w końcu wykupiony przez firmę Monsanto.

## Charakterystyka
Pomidory FlavrSavr były bardziej odporne na gnicie, poprzez wprowadzenie do nich antysensowego genu, którego produkt zakłócał i powstrzymywał wytwarzanie poligalakturonazy. Enzym ten jest normalnie odpowiedzialny za rozkład ściany komórkowej (a zatem mięknięcie tkanki) podczas dojrzewania, starzenia i w końcu psucia się owocu.
Niemodyfikowane pomidory są zwykle zbierane, zanim dojrzeją, po czym (zwykle podczas transportu) są sztucznie „dojrzewane” za pomocą etenu, który jest jednym z hormonów roślinnych. Zrywanie niedojrzałych owoców ułatwia ich transport, przechowywanie, a także wydłuża czas świeżości w sprzedaży. Pomidory FlavrSavr mogły być zbierane dojrzałe, bez skracania ich czasu przydatności do spożycia, co było zaletą, gdyż dojrzałe owoce miały bogatszy smak i jako takie mogły być sprzedawane po wyższych cenach.
Agencja Żywności i Leków zaopiniowała, że nie jest konieczne specjalne oznaczanie tych pomidorów jako GMO, ponieważ ich zasadnicze właściwości pozostały niezmienione. Nie został także wprowadzony żaden gen obcego pochodzenia, a jedynie sztucznie uzyskany gen wyciszający. Szczególnie nie było żadnych dowodów na szkodliwość takich pomidorów ani na zmianę ich wartości odżywczej.

## Komercjalizacja

### Świeże pomidory
Brak rynkowego powodzenia pomidorów FlavrSavr jest w głównej mierze przypisywane niedoświadczeniu Calgenu w prowadzeniu przedsięwzięć ekonomicznych związanych z uprawą i spedycją pomidorów. Odmiana pomidorów, którą Calgen wybrał do modyfikacji, była powszechnie uznawana przez rolników za gorszą w porównaniu do innych. Dodatkowo zastosowano niewłaściwą strategię uprawy. W wyniku tego pola Calgenu produkowały jedynie 25-50% pomidorów w porównaniu z polami innych hodowców. Jedynie połowa owoców była wystarczająco duża i dojrzała, by być sprzedawana jako McGregors – docelowy produkt o wyższej cenie. Co więcej, duża część plonów była uszkadzana podczas zbiorów, transportu oraz pakowania, ponieważ dojrzałe pomidory są o wiele bardziej delikatne i podatne na uszkodzenia niż tradycyjne, lekko niedojrzałe. Do zbioru oraz transportu, zakupiono bardzo drogie wyposażenie używane przy uprawach brzoskiwiń. Te koszty, razem z konkurowaniem o rynek z właśnie wprowadzoną tradycyjną odmianą pomidorów LSL (ang. long shelf life), spowodowały, że FlavrSavr były nieopłacalne, a sam Calgen został w rezultacie wykupiony przez konkurencję, firmę Monsanto, która była szczególnie zainteresowana udziałami Calgenu w nowych odmianach bawełny oraz produkcji olejów roślinnych.

### Przecier pomidorowy
Odmiana FlavrSavr® była używana przez firmę Zeneca do produkcji przecierów pomidorowych, sprzedawanych w Europie w lecie 1996. Spodziewano się, że wysoka zawartość pulpy pomidorowej w produktach, na uzyskanie której podczas produkcji pozwalała specyfika FlavrSavr (co dawało dobre, gęste przeciery i keczupy), będzie preferowana przez konsumentów. Produkty oznaczano jedynie jako genetycznie zmienione oraz sprzedawano po niższej cenie niż konkurencja. Ta strategia marketingowa była zasadniczo eksperymentem, ale dowiodła, że w tym czasie Europejczycy zasadniczo akceptowali żywność pochodzenia GMO. Podejście to drastycznie się zmieniło po wybuchu epidemii gąbczastej encefalopatii bydła, która osłabiła zaufanie klientów do odgórnych regulacji rządowych. W tym czasie rozpoczęła się także burzliwa dyskusja pomiędzy zwolennikami i przeciwnikami żywności GMO, dotycząca importu jej do Europy.